# Козелиці (гміна)
Гміна Козеліце (пол. Gmina Kozielice) — сільська гміна у північно-західній Польщі. Належить до Пижицького повіту Західнопоморського воєводства.
Станом на 31 грудня 2011 у гміні проживало 2625 осіб.

## Територія
Згідно з даними за 2007 рік площа гміни становила 94.51 км², у тому числі:
- орні землі: 73.00%
- ліси: 12.00%

Таким чином, площа гміни становить 13.02% площі повіту.

## Населення
Станом на 31 грудня 2011:
| Опис     | Загалом | Загалом | Чоловіки | Чоловіки | Жінки | Жінки |
| -------- | ------- | ------- | -------- | -------- | ----- | ----- |
| одиниця  | осіб    | %       | осіб     | %        | осіб  | %     |
| все      | 2625    | 100     | 1351     | 51.47    | 1274  | 48.53 |
| міське   | 0       | 100     | 0        |          | 0     |       |
| сільське | 2625    | 100     | 1351     | 51.47    | 1274  | 48.53 |

## Сусідні гміни
Гміна Козеліце межує з такими гмінами: Бане, Беліце, Мислібуж, Пижице.